# Riu Omo
El riu Omo és un riu important del sud d'Etiòpia. El seu curs és totalment dins les fronteres d'Etiòpia i desemboca al Llac Turkana a la frontera amb Kenya. És el corrent principal d'una conca endorreica; inclou l'oest de la Regió Oròmia i el mig de les Nacionalitats de les Nacions del Sud i Regió del Poble.
Les llengües omòtiques reben aquest nom pel riu Omo.
Durant la seva segona expedició (1895–1897), Vittorio Bottego va ser el primer explorador europeu en seguir el curs baix del riu Omo fins a la seva confluència amb el llac Turkana.
El curs baix del riu Omo està inscrit a la llista del Patrimoni de la Humanitat de la UNESCO.

## Geografia

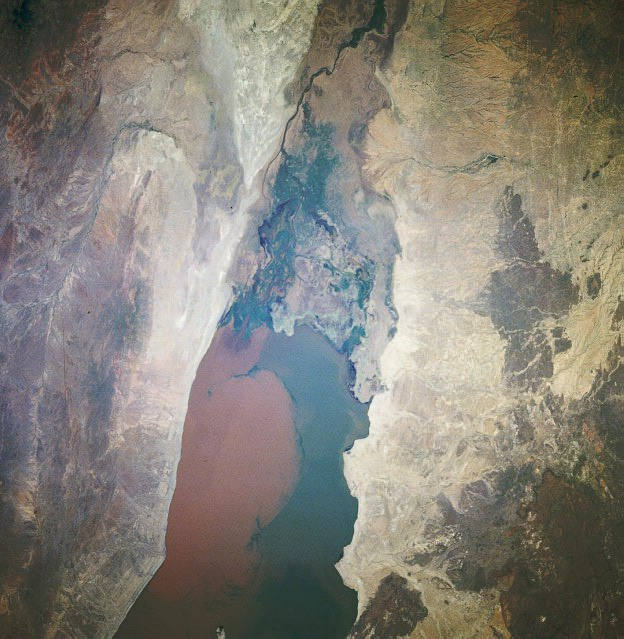
Delta del riu Omo

Aquest riu neix als altiplans de la província de Shoa i és un riu perenne. El seu curs és generalment cap al sud, tanmateix fa un gran gir cap a l'oest d'uns 7° N 37° 30′ E a uns 36° E on va cap al sud fins a la latitud 5° 30′ N on fa una gran S i torna després cap al sud fins al llac Turkana.
Segons l'Agència central estadística d'Etiòpia, el riu Omo té 760 km de llargada.
En el seu curs davalla 2.000 metres i, per tant, és un corent molt ràpid amb cascades a Kokobi i altres llocs i només és navegable en un curt tram. El Spectrum Guide to Ethiopia el descriu com un lloc popular per a fer ràfting els mesos de setembre i octubre quan el riu encara porta molt cabal per l'estació humida. El seu afluent més important és el riu Gibe.
El riu omo formaba les fronteres orientals dels antics regnes de Janjero, i de Garo. El riu Omo discorre pel Parc Nacional Mago i Parc Nacional Omo. Molts animals viuen al riu incloent hipopòtams, cocodrils i Bitis arietans.

## Arqueologia
A la riba del riu Omo s'han trobat fòssils d'homínids a Olduwan del principi del Plistocè fins al Pliocè. Es va trobar un Australopithecus.